# Віту

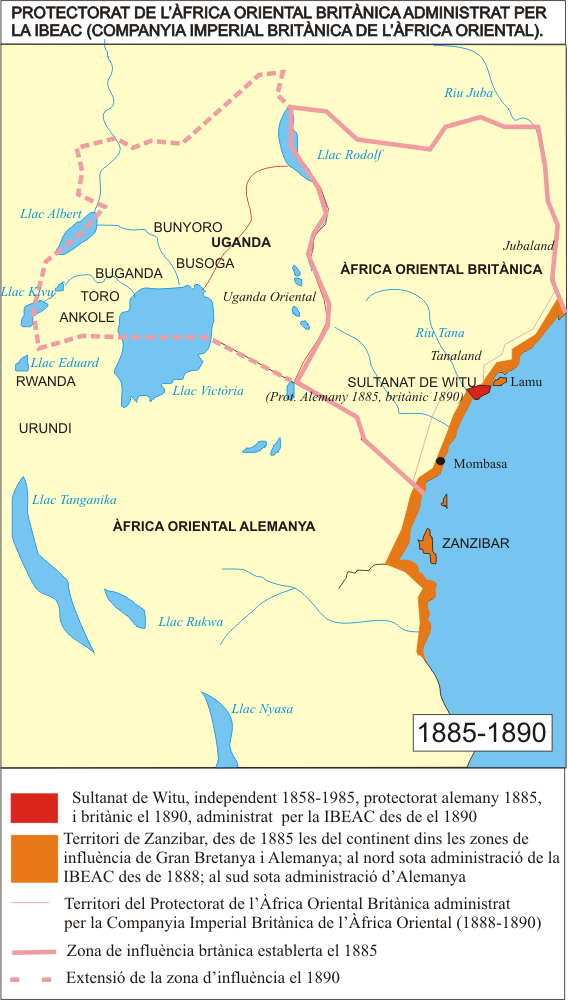
Султанат Віту (позначено червоним)

Віту чи Вітуленд (англ., нім. Witu чи Wituland, також Suaheliland) — східноафриканський султанат на узбережжі Кенії; з 1885 по 1890 рік перебував під протекторатом Німецької імперії і відіграв важливу роль у британсько-німецькому розподілі африканських володінь.

## Історія
Віту посідав територію площею приблизно 3000 км² на північ від гирла річки Тана у сучасній Кенії. Султанат був заснований у 1858 році Ахмадом ібн Фумо Бакарі, колишнім володарем острова Пате після того, як у 1856 році острів був завойований султаном Занзібарським султанатом. Віту постійно перебував під загрозою занзібарського вторгнення, частково через те, що приймав біглих рабів, що утікали від занзібарських работоргівців.
Ще у 1867 році, задовго до так званої «гонитви за Африкою» і до об'єднання Німеччини, султан Віту зустрівся з німецьким дослідником Африки Ріхардом Бреннером. Султан попросив Бреннера передати прусському королю бажання султана одержати від Королівства Пруссія допомогу і захист від занзібарських нападів. Королівство Пруссія у той час взагалі не було зацікавлене у африканських володіннях, воно було зосереджено на об'єднанні Німеччини (яке здійснилося у 1871 році); тому на прохання, доставлене Бреннером у Берлін, не звернули уваги.
У 1879 році до Віту прибули два інших німецьких мандрівника, браття Клемент і Густав Дернхарти. 8 квітня 1885 року вони склали з султаном Віту угоду, згідно з якою султанат поступався 25 км² території, зі всіма суверенними і приватними правами на неї, компанії Тана, засновниками якої були брати. Окрім того султан погодився «поставити решту султанату під захист і охорону Німецької імперії». З цим договором браття Дернхарти звернулися до німецького уряду з проханням захистити їх інтереси.
Офіційно німецький протекторат було проголошено 27 травня 1885 року. В Віту був розміщений невеликій військовий гарнізон для демонстрації суверенітету і захисту від занзібарських нападів. Клеменс Дернхарт був призначений міністром внутрішніх і зовнішніх справ султанату.
У 1890 році згідно з британсько-німецьким Занзібарським договором Німецька імперія відмовилася від протекторату над султанатом Віту і від претензій на території на північ від нього (до гирла річки Джуба у сучасному Сомалі) на користь Великої Британії. Серед жителів Віту відмова Німецької імперії виконувати обов'язки захисника султанату спричинила велике обурення і призвела до відвертого бунту, під час якого було вбито декілька німців, а брати Дернхарти дивом врятувалися від розлюченого натовпу. Нові володарі країни — британці — вислали до Віту каральну експедицію, яка жорстоко придушила повстання і зруйнувала столицю султанату. Султан Ахмад був заарештований і невдовзі помер в ув'язненні, а султанат включили до складу Британської Східної Африки (сучасна Кенія).